# تترابوران
تترابوران (به انگلیسی: Tetraborane) با فرمول شیمیایی B۴H۱۰ یک ترکیب شیمیایی است. که جرم مولی آن 53.32 g/mol می‌باشد. شکل ظاهری این ترکیب، گاز بی‌رنگ است.